# Leptoconops caucasicus
Leptoconops caucasicus är en tvåvingeart som beskrevs av Gutsevich 1953. Leptoconops caucasicus ingår i släktet Leptoconops och familjen svidknott. Inga underarter finns listade i Catalogue of Life.